# Palazzo delle Poste e Telegrafi (Vladivostok)
Il Palazzo delle Poste e Telegrafi di Vladivostok (in russo: Владивостокская почтово-телеграфная контора) è un edificio storico della città di Vladivostok in Russia.

## Storia
L'edificio venne eretto tra il 1897 e il 1899 secondo il progetto dell'architetto russo-polacco Aleksandr Gvozdziovskij.

## Descrizione
Il palazzo, di stile eclettico, presenta diversi elementi tratti dall'architettura russa del XVII secolo.